# Knud Tholstrup
Knud Tholstrup (født 12. juli 1904, død 24. marts 1989) var en dansk erhvervsleder, politiker (Retsforbundet) og debattør.

## Familie
Knud Tholstrup var søn af mejeriejer, senere proprietær Rasmus Peder Rasmussen Tholstrup (1861 - ?) og Sørine Larsen (1871-1946).
- Brødre:
  - Henrik (14. januar 1893),
  - Lili (21. august 1894),
  - Laurits (4. september 1896),
  - Poul (7. juni 1898),
  - Hans (8. februar 1901),
  - Erik (3. april 1902)
  - Jakob (11. november 1906)

Han blev gift første gang 23 august 1929 i Himmelev med Eva Helen Brødsgård, (født 22.4.1906 i Kværkeby - død 11.9.1968 i København).
 De fik én datter og to sønner, Inga Tholstrup(1936-?), Ole Knud Tholstrup (1930 - 1991), Svend Knud Tholstrup(1933 - 2015).
Gift anden gang 10 december 1969 med skuespiller Signi Grenness, (født 21.8.1919 i Kbh., død 6.4.2003) 

## Uddannelse
- Roskilde Katedralskole uden afsluttende eksamen.
- Landbrugsskole i Vejlby ved Aarhus 1921 - 1922.
- Praktik i Skotland.

## Erhverv
- Ved landbruget, hos far??? til 1936?
- Københavns Smørrebrødsfabrik A/S. 1936 – 1941. Direktør. Kompagnon med bror Jakob.
- Dansk Flaskegaskompagni / Kosangas A/S 1941 -1974. Direktør.
- bestyrelsen for Kosan A/S 1974 - 1986

Desuden ejer af Kosan Chrisplant, Kosan Cylindric, Kosan Lydex/Simplex.
Medlem af Folketinget 1946 - 1958 for Retsforbundet

## Debattør
Knud Tholstrup var en flittig debattør og skribent. Disse debatindlæg optog ham så meget, at hvis han ikke fik et debatindlæg optaget, indrykkede han det som en annonce.
Han fik udgivet en enkelt bog og mange pjecer.
Hans erindringer er udgivet i 2015, 26 år efter hans død.
Til fremme af den frie debat tog han initiativ til oprettelse af Kosan Prisen, en opmuntring til frimodig brug af ytringsfriheden.

## Anerkendelse og tillidshverv
- Ordener
  - Ridder af Dannebrog 1960
- Medlem af
  - Grosserer Societetets repræsentantskab (1947 - 1987)
  - Akademiet for de tekniske videnskabers finansråd
- Priser
  - Adam Smith Prisen 1988 [3]
  - Jyllandspostens Debatpris